# Rosita Reijnhout
Rosita Reijnhout (* 8. April 2004) ist eine niederländische Radrennfahrerin.

## Sportlicher Werdegang
Reijnhout stammt aus Wolphaartsdijk und wurde als Juniorin von CyclingClassNL unterstützt, einer Initiative des niederländischen Radsportverbands und Team Jumbo-Visma. Nachdem sie als Juniorin an den Straßenradsport-Europameisterschaften 2021 und 2022 sowie den Weltmeisterschaften 2022 teilgenommen hatte, erhielt sie für die Saison 2023 einen Vertrag bei Jumbo-Visma.
Zu Beginn ihres zweiten Jahrs als Profi gewann sie überraschend das Great Ocean Road Race in Australien. Bei ihrem Sieg war sie die zweitjüngste Gewinnerin in der Geschichte der UCI Women’s WorldTour.

## Erfolge
2024
- Great Ocean Road Race